# 伊莱沙·格雷
伊莱沙·格雷（英語：Elisha Gray，1835年8月2日—1901年1月21日）是美國電氣工程師、發明家、教師和企業家。1835年8月2日，格雷在俄亥俄州巴恩斯維爾出生。1876年，格雷因為在伊利諾州高地公園發明電話原形而聞名，同時他被視為是現代音樂合成器之父，在其名下還擁有70多項發明專利。格雷還是西方電氣製造公司的共同創辦人兼執行長，並在公司成立後不久，自行收購該公司的多數股權。1901年1月21日，格雷在麻薩諸塞州密德瑟斯郡牛頓維爾逝世。
格雷與安东尼奥·梅乌奇、亞歷山大·格拉漢姆·貝爾等人，經常被視為是首批電話發明的研究者。最近一些作者認為，格雷應該被視為是真正的電話發明者，並指稱是亞歷山大·格拉漢姆·貝爾竊取格雷的想法。雖然格雷已經持續進行電話實驗長達兩年的時間，但是在許多法院判決中，仍然維持貝爾擁有電話的專利。

## 外部連結
- Elisha Gray的作品  - 古騰堡計劃
- 互联网档案馆中伊莱沙·格雷的作品或与之相关的作品
- 來自伊莱沙·格雷的LibriVox公共領域有聲讀物
- .  12 (第11版). London: 390–391. 1911.
- Gray's telephone caveat filed on February 14, 1876 same day as Bell's application
- Gray's telephone caveat with drawings, filed on February 14, 1876
- Gray's "Musical Telegraph" of 1876
- Gray's "Harmonic Multiple Telegraph"
- Bell–Gray conflict，存档于（存檔日期 October 4, 1999） over the harmonic telegraph
- "Telautograph" （页面存档备份，存于） description
- Grave of Elish Gray （页面存档备份，存于） in Rosehill Cemetery, Chicago
- The Musical Telegraph （页面存档备份，存于） Elisha Grey's The Musical Telegraph on '120 Years of Electronic Music'